# Иванов, Сергей Евгеньевич
Серге́й Евге́ньевич Ивано́в (род. 8 июня 1947) — российский дипломат, кандидат исторических наук, заведующий кафедрой Дипломатической академии МИД РФ.

## Биография
Окончил Московский государственный институт международных отношений (МГИМО) МИД СССР (1969). Кандидат исторических наук. На дипломатической работе с 1969 года. Владеет арабским и английским языками.
- В 1992—1998 годах — генеральный консул России в Алеппо (Сирия).
- В 2003—2005 годах — заместитель директора Департамента Ближнего Востока и Северной Африки МИД России.
- С 26 августа 2005 по 1 ноября 2011 года — чрезвычайный и полномочный посол Российской Федерации в Султанате Оман[1][2].

С 2011 года — на пенсии. Заведующий кафедрой дипломатии и консульской службы, ответственный секретарь Попечительского совета Дипломатической академии МИД России.

## Дипломатический ранг
- Чрезвычайный и полномочный посланник 2 класса (20 июня 1994)[4].
- Чрезвычайный и полномочный посланник 1 класса (11 февраля 2008)[5].

## Награды
- Медаль ордена «За заслуги перед Отечеством» I степени (10 февраля 2012) — За большой вклад в реализации внешнеполитического курса Российской Федерации и многолетнюю добросовестную работу[6].

## Семья
- Сын – Иванов, Евгений Сергеевич, статс-секретарь, заместитель министра иностранных дел РФ.